# Perini
Perini is een plaats in de gemeente Sveti Lovreč in de Kroatische provincie Istrië. De plaats telt 53 inwoners (2001).